# Cúp Algarve 2007
Cúp Algarve 2007 (tiếng Anh: Algarve Cup 2007), giải bóng đá giao hữu thường niên diễn ra tại Algarve, Bồ Đào Nha từ 7 đến 14 tháng 3 năm 2007. Hoa Kỳ là đội tuyển vô địch của giải.

## Thể thức
Tại vòng bảng, 12 đội được chia làm ba bảng. Bảng A và B gồm các đội cạnh tranh chức vô địch. Vòng phân hạng gồm năm trận đấu: trận tranh hạng nhất giữa các đội đầu bảng, tranh hạng ba giữa các đội nhì bảng, tranh hạng năm giữa các đội thứ ba; đội nhất bảng C gặp đội cuối bảng có thành tích tốt hơn trong hai bảng A và B để tranh hạng bảy; đội nhì bảng C gặp đội cuối bảng còn lại để tranh hạng 9, các đội thứ ba và tư bảng C đá trận tranh hạng 11.
- Giờ thi đấu là WET (UTC±0).

## Vòng bảng

### Bảng A
| Đội      | Đ | Tr | T | H | B | BT | BB | HS |
| -------- | - | -- | - | - | - | -- | -- | -- |
| Đan Mạch | 6 | 3  | 2 | 0 | 1 | 5  | 3  | +2 |
| Pháp     | 6 | 3  | 2 | 0 | 1 | 2  | 4  | −2 |
| Na Uy    | 3 | 3  | 1 | 0 | 2 | 2  | 3  | −1 |
| Đức      | 3 | 3  | 1 | 0 | 2 | 4  | 3  | +1 |

| Pháp | 0–4 | Đan Mạch                                                      |
| ---- | --- | ------------------------------------------------------------- |
|      |     | Paaske-Sørensen 30' · Pape 68' · Rasmussen 73' · Pedersen 89' |

| Đức        | 1–2 | Na Uy                    |
| ---------- | --- | ------------------------ |
| Lingor 18' |     | Stensland 15' · Wiik 69' |

| Pháp          | 1–0 | Đức |
| ------------- | --- | --- |
| Bussaglia 33' |     |     |

| Na Uy | 0–1 | Đan Mạch   |
| ----- | --- | ---------- |
|       |     | Larsen 89' |

| Pháp      | 1–0 | Na Uy |
| --------- | --- | ----- |
| Abily 67' |     |       |

| Đức                             | 3–0 | Đan Mạch |
| ------------------------------- | --- | -------- |
| Mittag 16', 44' · Behringer 48' |     |          |

### Bảng B
| Đội        | Đ | Tr | T | H | B | BT | BB | HS |
| ---------- | - | -- | - | - | - | -- | -- | -- |
| Hoa Kỳ     | 9 | 3  | 3 | 0 | 0 | 6  | 3  | +3 |
| Thụy Điển  | 6 | 3  | 2 | 0 | 1 | 6  | 3  | +3 |
| Phần Lan   | 3 | 3  | 1 | 0 | 2 | 2  | 4  | −2 |
| Trung Quốc | 0 | 3  | 0 | 0 | 3 | 1  | 5  | −4 |

| Thụy Điển                                 | 3–0 | Phần Lan |
| ----------------------------------------- | --- | -------- |
| Sjögran 22' · Svensson 34' · Nordin 90+1' |     |          |

| Hoa Kỳ                        | 2–1     | Trung Quốc   |
| ----------------------------- | ------- | ------------ |
| Lilly 19' (ph.đ.) · Lloyd 38' | Báo cáo | Hàn Đoan 21' |

| Thụy Điển  | 1–0 | Trung Quốc |
| ---------- | --- | ---------- |
| Rohlin 90' |     |            |

| Hoa Kỳ    | 1–0     | Phần Lan |
| --------- | ------- | -------- |
| Lloyd 46' | Báo cáo |          |

| Thụy Điển                         | 2–3     | Hoa Kỳ                       |
| --------------------------------- | ------- | ---------------------------- |
| Oqvist 71' · Svensson 83' (ph.đ.) | Báo cáo | Wambach 39', 72' · Lloyd 44' |

| Trung Quốc | 0–2 | Phần Lan                           |
| ---------- | --- | ---------------------------------- |
|            |     | Rantanen 23' (ph.đ.) · Talonen 31' |

### Bảng C
| Đội              | Đ | Tr | T | H | B | BT | BB | HS |
| ---------------- | - | -- | - | - | - | -- | -- | -- |
| Ý                | 9 | 3  | 3 | 0 | 0 | 7  | 2  | +5 |
| Iceland          | 4 | 3  | 1 | 1 | 1 | 7  | 4  | +3 |
| Cộng hòa Ireland | 2 | 3  | 0 | 2 | 1 | 3  | 6  | −3 |
| Bồ Đào Nha       | 1 | 3  | 0 | 1 | 2 | 2  | 7  | −5 |

| Bồ Đào Nha  | 1–1     | Cộng hòa Ireland |
| ----------- | ------- | ---------------- |
| Martins 59' | Báo cáo | Curtis 7'        |

| Ý                      | 2–1 | Iceland                  |
| ---------------------- | --- | ------------------------ |
| Conti 21' · Panico 46' |     | Viðarsdóttir 45' (ph.đ.) |

| Bồ Đào Nha | 0–1     | Ý        |
| ---------- | ------- | -------- |
|            | Báo cáo | Conti 9' |

| Iceland        | 1–1 | Cộng hòa Ireland |
| -------------- | --- | ---------------- |
| Logadóttir 36' |     | O'Toole 72'      |

| Bồ Đào Nha | 1–5     | Iceland                                                         |
| ---------- | ------- | --------------------------------------------------------------- |
| Dani 35'   | Báo cáo | Jónsdóttir 6' · Magnúsdóttir 58', 78', 90' · Viðarsdóttir 90+3' |

| Ý                                        | 4–1 | Cộng hòa Ireland |
| ---------------------------------------- | --- | ---------------- |
| Panico 17' · Fuselli 58', 61' · Gama 64' |     | Byrne 35'        |

## Vòng phân hạng

### Tranh hạng 11
| Cộng hòa Ireland  | 0–0     | Bồ Đào Nha |
| ----------------- | ------- | ---------- |
|                   | Báo cáo |            |
| Loạt sút luân lưu |         |            |
|                   | 5–4     |            |

### Tranh hạng 9
| Iceland                                                     | 4–1 | Trung Quốc         |
| ----------------------------------------------------------- | --- | ------------------ |
| Lárusdóttir 68' · Samúelsdóttir 75' · Viðarsdóttir 81', 82' |     | Lâu Hiểu Húc 90+2' |

### Tranh hạng bảy
| Ý           | 1–0 | Đức |
| ----------- | --- | --- |
| Fuselli 81' |     |     |

### Tranh hạng năm
| Na Uy                     | 2–0 | Phần Lan |
| ------------------------- | --- | -------- |
| Wiik 55' · Storløkken 90' |     |          |

### Tranh hạng ba
| Thụy Điển                                   | 3–1 | Pháp      |
| ------------------------------------------- | --- | --------- |
| Öqvist 17' · Svensson 45+1' · Johansson 47' |     | Ramos 68' |

### Chung kết
| Hoa Kỳ                | 2–0     | Đan Mạch |
| --------------------- | ------- | -------- |
| Lilly 12' · Lloyd 51' | Báo cáo |          |